# Martin Seligman

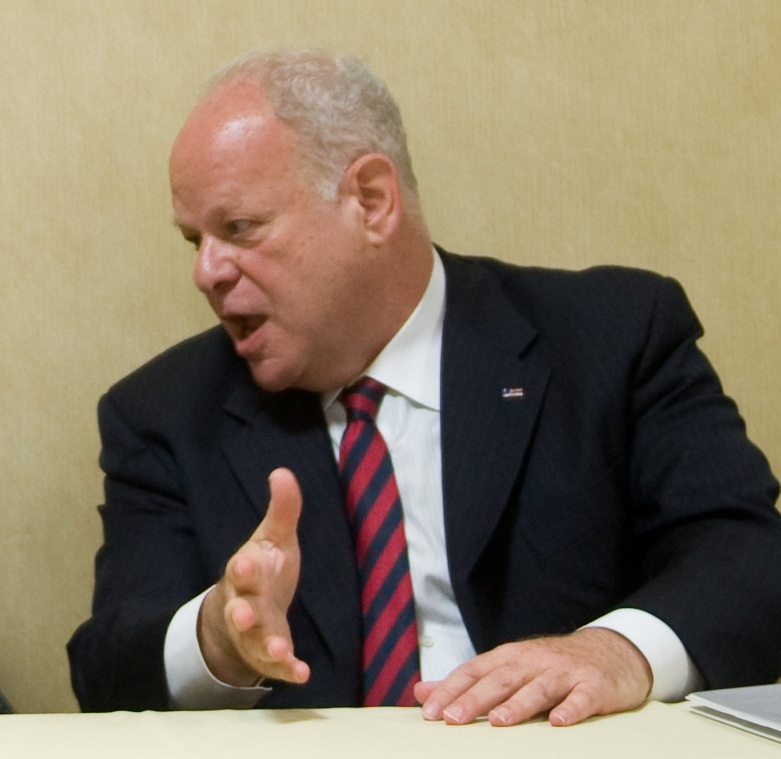
Martin Seligman, 2009

Martin E. P. Seligman (* 12. August 1942 in Albany, New York) ist ein US-amerikanischer Psychologieprofessor an der University of Pennsylvania und ehemaliger Präsident des weltgrößten Dachverbandes für Psychologie, der American Psychological Association. Seligman gilt als Begründer der positiven Psychologie, der Wissenschaft von den Zutaten für ein Leben mit hohem subjektiven Wohlbefinden. Bevor er sich der positiven Psychologie widmete, forschte Seligman lange Zeit auf dem Gebiet der Depressionen und ist insbesondere für seine Idee der erlernten Hilflosigkeit bekannt.

## Leben
Seligman besuchte die höhere Schule The Albany Academy. Dann erhielt er den Bachelor in Philosophie an der Princeton University 1964. An der University of Pennsylvania studierte er Psychologie und wurde dort 1967 zum Ph.D. promoviert. Danach lehrte er an der Cornell University und ging wieder an die University of Pennsylvania, wo er das klinische Trainingsprogramm leitete. Seit 2005 ist Seligman in Pennsylvania als Professor tätig und leitet heute zudem als Direktor das dort von ihm ins Leben gerufene Positive Psychology Center.
Er leitete die Abteilung für Klinische Psychologie bei der American Psychological Association (APA). 1996 wurde Seligman mit der größten Mehrheit in ihrer Geschichte zum Präsidenten der APA gewählt. Seligman ist der Gründungsherausgeber des Prevention and Treatment Magazine (der elektronischen APA Zeitschrift), im Beratungsausschuss des Parents Magazine tätig und Vorsitzender des wissenschaftlichen Ausschusses beim Foresight Institute. Er ist Ehrendoktor der Universität Uppsala.
Seligman ist ein Bestsellerautor, der über das Themenfeld Positive Psychologie schreibt, z. B. Das optimistische Kind (Optimistic Child), Pessimisten küsst man nicht (Learned Optimism), Wahre Freude (Authentic Happiness), Was du ändern kannst und was nicht (What You Can Change and What You Can't).

## Werk

### Character Strengths and Virtues
Eine mit Christopher Peterson erstellte Liste von 2004 (Character Strengths and Virtues) umfasst sechs Charakterstärken und Tugenden – ohne eine Hierarchie – in allen Kulturen der Geschichte. Jede Kardinaltugend weist Unterarten auf:
1. Weisheit und Wissen: Kreativität, Neugier, Weltoffenheit, Lernbegierde, weite Perspektive, Innovation
2. Mut: Tapferkeit, Beständigkeit, Integrität, Vitalität, (Zest) Begeisterung
3. Menschlichkeit: Liebe, Verbindlichkeit, Soziale Intelligenz
4. Gerechtigkeit: Aktivbürgertum, Fairness, Verantwortung
5. Mäßigkeit: Vergebung und Dankbarkeit, Demut, Klugheit, Selbstkontrolle
6. Transzendenz: Schönheitssinn und Exzellenz, Erkenntlichkeit, Hoffnung, Humor, Spiritualität

### Positive Psychologie
Frisch zum Präsidenten der American Psychological Association gekürt, äußert Seligman in seiner Antrittsrede 1996 eine grundlegende Kritik an der Psychologie. Diese habe sich bisher fast ausschließlich mit psychischem Leid, psychischen Störungen und deren Linderung auseinandergesetzt. Indem man sich lediglich damit beschäftigt, wie man Menschen auf einer Wohlbefindensskala (in der Psychologie häufig von −10 bis +10 verwendet) aus dem negativen in den neutralen Bereich bringe, decke man jedoch nur die Hälfte des Spektrums ab. Von genau so großer Bedeutung sei es, zu erforschen, wie man Menschen zu einem gelingenden, aufblühenden Leben mit hohem subjektiven Wohlbefinden verhelfe (dass diese auf der Wohlbefindensskala also auf Werte in Richtung von +10 kommen). Diese Rede stellt den Ausgangspunkt für die positive Psychologie dar, wie wir sie heute kennen.
Seine eigenen umfangreichen Forschungen auf dem Gebiet der positiven Psychologie trägt Seligman in seinem Hauptwerk Flourish (2011) zusammen. In diesem etabliert er sein empirisch belegtes PERMA-Modell, welches bis heute das Fundament der positiven Psychologie bildet. PERMA ist hierbei ein Akronym, wobei die Buchstaben für die Anfangsbuchstaben der 5 Dimensionen stehen, welche ein Leben mit hohem Wohlbefinden ausmachen:
- Positive Emotions – Erleben von positiven Emotionen
- Engagement – Insbesondere Ausleben der eigenen Stärken (nicht zu verwechseln mit Kompetenzen/Fähigkeiten; Stärken drängen aus einem heraus und unser Wohlbefinden sinkt, wenn wir sie über längere Zeit nicht ausleben können)
- Relationships – Positive soziale Beziehungen (Qualität statt Quantität)
- Meaning – Sinnerleben (Was bewirke ich durch mein Leben und mein Handeln, wie z. B. meinen Beruf?)
- Accomplishment – Gefühl der Zielerreichung, etwas geschafft zu haben

### Erlernte Hilflosigkeit

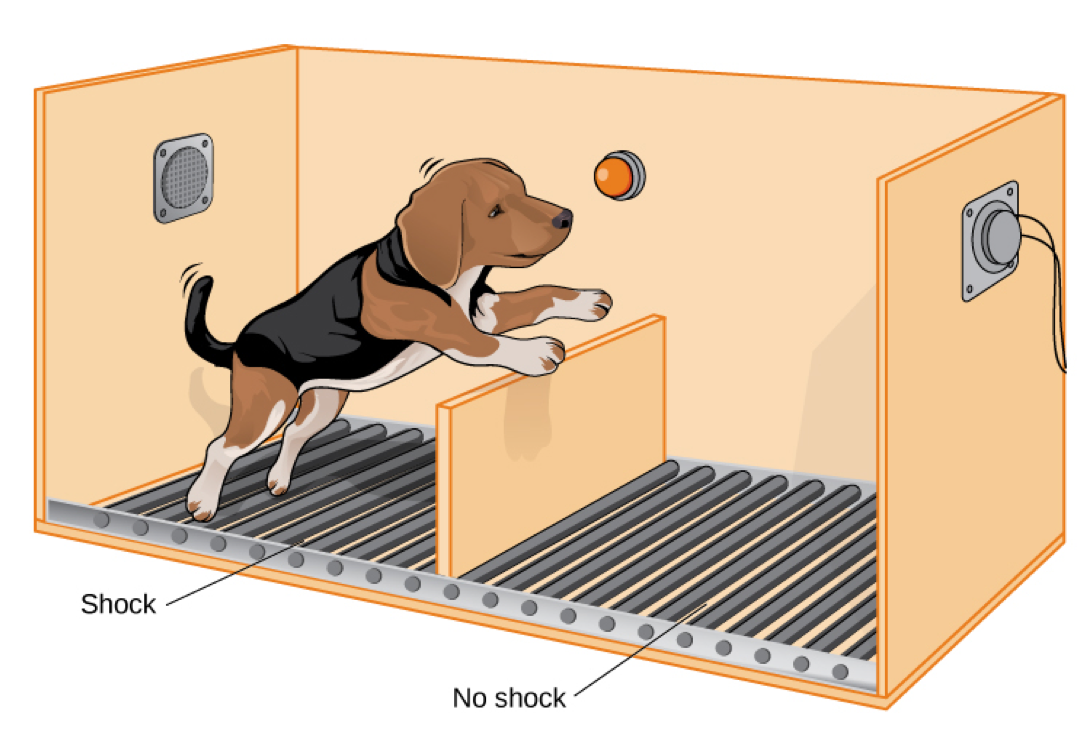
Versuchsstation mit Hunden

Im Rahmen seiner Forschungen seit 1967 zum Phänomen der erlernten Hilflosigkeit hat Seligman Hunden mit Elektroschocks erhebliche Schmerzen zugefügt, um die Auswirkungen aversiver Reize auf Psyche und Verhalten dieser Tiere zu untersuchen. Hierbei zeigte sich, dass Tiere, die aversive Reize nicht kontrollieren konnten, in späteren Situationen Passivität und Hilflosigkeit zeigen, sie hatten keinen Antrieb der Situation zu entkommen. Seligman arbeitete insbesondere an der Therapie.
Diese Arbeit wurde auch vom US-Militär wahrgenommen und genutzt, so dass seine Erkenntnisse auf Soldaten angewendet wurden, die in Foltersituationen geraten könnten. Missbräuchlich wurden Seligmans Forschungsergebnisse zur erlernten Hilf- und Hoffnungslosigkeit auch auf die Vorbereitung der weißen Folter u. a. in Guantánamo bezogen. Seligman selbst äußert sich dazu: „Ich habe mein Leben damit verbracht, erlernte Hilflosigkeit zu heilen und zu verhindern. Ich bin traurig und entsetzt, dass gute Forschung, die so vielen Menschen beim Überwinden von Depressionen geholfen hat, für etwas so Schlimmes wie Folter eingesetzt worden sein könnte. Ich missbillige Folter aufs Schärfste und hätte niemals dabei geholfen.“ Allerdings scheint Seligman selbst bei der Entwicklung der „enhanced interrogation techniques“, der Erweiterten Verhörtechniken, beteiligt gewesen zu sein. Seligmans Forschungen brachten  andererseits auch entscheidende Fortschritte für die Behandlung der Depression.

## Veröffentlichungen (Auswahl)
- 1975: Helplessness. On Depression, Development and Death. San Francisco: Freeman and Comp. ISBN 0-7167-0751-9
  - 1979: Erlernte Hilflosigkeit. München, Wien, Baltimore: Urban und Schwarzenberg. ISBN 3-541-08931-8
- 1990: Learned Optimism. New York: Knopf (reissue edition 1998, Free Press, ISBN 0-671-01911-2)
  - 1991: Pessimisten küßt man nicht. Optimismus kann man lernen. Droemer Knaur, München 1991, ISBN 3-426-26445-5; Taschenbuch: ISBN 3-426-77574-3.
- 1993: What You Can Change and What You Can’t: The Complete Guide to Successful Self-Improvement. New York: Knopf. ISBN 0-679-41024-4 (Paperback reprint edition, 1995, Ballantine Books, ISBN 0-449-90971-9)
- 1993: mit Gabriele Oettingen: Pessimism and behavioural signs of depression in East versus West Berlin. In: European Journal of Social Psychology. Band 20, 1990, S. 207–220.
- 1996: The Optimistic Child: Proven Program to Safeguard Children from Depression & Build Lifelong Resilience. New York: Houghton Mifflin. (Paperback edition 1996, Harper Paperbacks, ISBN 0-06-097709-4)
  - 1999: Kinder brauchen Optimismus, Hamburg: Rowohlt, ISBN 3-498-06325-1
- 2002: Authentic Happiness: Using the New Positive Psychology to Realize Your Potential for Lasting Fulfillment. New York: Free Press. ISBN 0-7432-2297-0 (Paperback edition 2004, Free Press, ISBN 0-7432-2298-9)
  - 2003 Der Glücksfaktor – warum Optimisten länger leben. Bergisch Gladbach: Ehrenwirth, ISBN 3-431-03490-X; Taschenbuch, Bergisch Gladbach: Bastei Lübbe 2005, ISBN 3-404-60548-9
- mit Christopher Peterson: Character Strengths and Virtues: A Handbook and Classification, OUP 2004 ISBN 978-0-19-516701-6
- 2012: Flourish – Wie Menschen aufblühen. Die Positive Psychologie des gelingenden Lebens. München: Kösel-Verlag, ISBN 978-3-466-30934-4
- 2015: Wie wir aufblühen: Die fünf Säulen des persönlichen Wohlbefindens, München: Goldmann Verlag, ISBN 978-3-442-22111-0
- 2021: Tayyab Rashid & Martin Seligman: Positive Psychotherapie: Ein Therapiemanual, Göttingen: Hogrefe Verlag, ISBN 978-3-8017-3009-3